# Province della Repubblica Democratica del Congo

Province della Repubblica Democratica del Congo dal 2015

Le province della Repubblica Democratica del Congo sono la suddivisione di primo livello del Paese. Pari a 26, sono state istituite dall'art. 2 della Costituzione della Repubblica Democratica del Congo, approvata nel febbraio 2006, e sono divenute operative nel 2015, in sostituzione del precedente ordinamento, nato nel 1997, basato su 11 province.

## Lista
| Localizzazione | Provincia       | Capoluogo  | Popolazione (2006) | Superficie (km²) |
| -------------- | --------------- | ---------- | ------------------ | ---------------- |
|                | Basso Uele      | Buta       | 1 093 845          | 148 331          |
|                | Equatore        | Mbandaka   | 1 626 606          | 103 902          |
|                | Alto Katanga    | Lubumbashi | 3 960 945          | 132 425          |
|                | Alto Lomami     | Kamina     | 2 540 127          | 108 204          |
|                | Alto Uele       | Isiro      | 1 920 867          | 89 683           |
|                | Ituri           | Bunia      | 4 241 236          | 65 658           |
|                | Kasaï           | Luebo      | 3 199 891          | 95 631           |
|                | Kasaï Centrale  | Kananga    | 2 976 806          | 60 958           |
|                | Kasaï Orientale | Mbuji-Mayi | 2 702 430          | 9 481            |
|                | Kinshasa        | Kinshasa   | 12 071 000 (2016)  | 9 965            |
|                | Kongo Centrale  | Matadi     | 3 734 594          | 53 920           |
|                | Kwango          | Kenge      | 1 994 036          | 89 974           |
|                | Kwilu           | Kikwit     | 3 637 000          | 78 219           |
|                | Lomami          | Kabinda    | 2 048 839          | 56 426           |
|                | Lualaba         | Kolwezi    | 1 677 288          | 121 308          |
|                | Mai-Ndombe      | Inongo     | 1 768 327          | 127 465          |
|                | Maniema         | Kindu      | 1 908 770          | 132 520          |
|                | Mongala         | Lisala     | 1 793 564          | 58 141           |
|                | Nord Kivu       | Goma       | 5 416 000          | 59 483           |
|                | Nord Ubangi     | Gbadolite  | 1 037 000          | 56 644           |
|                | Sankuru         | Lusambo    | 1 374 239          | 105 000          |
|                | Sud Kivu        | Bukavu     | 5 772 000          | 65 070           |
|                | Sud Ubangi      | Gemena     | 2 744 345          | 51 648           |
|                | Tanganyika      | Kalemie    | 2 482 009          | 134 940          |
|                | Tshopo          | Kisangani  | 2 614 630          | 199 567          |
|                | Tshuapa         | Boende     | 1 316 855          | 132 957          |

## Province 1997-2015

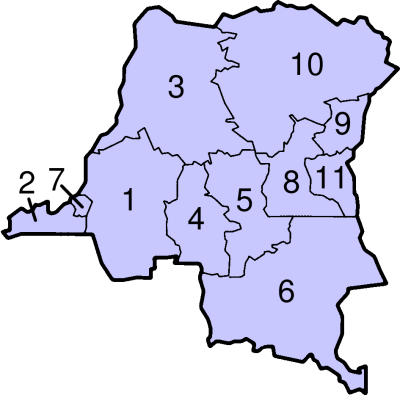
Province 1997-2015

| 1. Bandundu 2. Bas-Congo 3. Équateur 4. Kasaï-Occidental 5. Kasaï-Oriental 6. Katanga | 7. Kinshasa 8. Maniema 9. Nord-Kivu 10. Orientale 11. Sud-Kivu |

| Localizzazione | Provincia         | Capoluogo  | Popolazione (2006) | Superficie (km²) |
| -------------- | ----------------- | ---------- | ------------------ | ---------------- |
|                | Bandundu          | Bandundu   | 5.201.000          | 295.658          |
|                | Basso Congo       | Matadi     | 2.835.000          | 53.920           |
|                | Equatore          | Mbandaka   | 4.820.000          | 403.292          |
|                | Kasai Occidentale | Kananga    | 3.337.000          | 154.742          |
|                | Kasai Orientale   | Mbuji-Mayi | 3.830.000          | 170.302          |
|                | Katanga           | Lubumbashi | 4.125.000          | 496.877          |
|                | Kinshasa          | Kinshasa   | 4.787.000          | 9.965            |
|                | Maniema           | Kindu      | 1.246.787          | 132.250          |
|                | Kivu Nord         | Goma       | 3.564.434          | 59.483           |
|                | Orientale         | Kisangani  | 5.566.000          | 503.239          |
|                | Kivu Sud          | Bukavu     | 2.837.779          | 65.070           |